# Pterolepis trichotoma
Pterolepis trichotoma là một loài thực vật có hoa trong họ Mua. Loài này được (Rottb.) Cogn. miêu tả khoa học đầu tiên năm 1885.